# Лестер (Айова)
Лестер (англ. Lester) — місто (англ. city) в США, в окрузі Лайон штату Айова. Населення — 296 осіб (2020).

## Географія
Лестер розташований за координатами 43°26′25″ пн. ш. 96°19′53″ зх. д. / 43.44028° пн. ш. 96.33139° зх. д. (43.440300, -96.331437).  За даними Бюро перепису населення США в 2010 році місто мало площу 4,72 км², уся площа — суходіл.

## Демографія
Згідно з переписом 2010 року, у місті мешкали 294 особи в 109 домогосподарствах у складі 80 родин. Густота населення становила 62 особи/км².  Було 115 помешкань (24/км²).
Расовий склад населення:
| - 93,5 % — білих - 0,7 % — корінних американців - 0,3 % — чорних або афроамериканців - 0,3 % — азіатів - 4,1 % — осіб інших рас |

До двох чи більше рас належало 1,0 %. Частка іспаномовних становила 5,4 % від усіх жителів.
За віковим діапазоном населення розподілялося таким чином: 33,0 % — особи молодші 18 років, 50,3 % — особи у віці 18—64 років, 16,7 % — особи у віці 65 років та старші. Медіана віку мешканця становила 34,0 року. На 100 осіб жіночої статі у місті припадало 94,7 чоловіків;  на 100 жінок у віці від 18 років та старших — 97,0 чоловіків також старших 18 років.
Середній дохід на одне домашнє господарство  становив 82 031 долар США (медіана — 56 731), а середній дохід на одну сім'ю — 101 266 доларів (медіана — 73 125). За межею бідності перебувало 6,1 % осіб, у тому числі 3,0 % дітей у віці до 18 років та 9,4 % осіб у віці 65 років та старших.
Цивільне працевлаштоване населення становило 145 осіб. Основні галузі зайнятості: освіта, охорона здоров'я та соціальна допомога — 18,6 %, виробництво — 14,5 %, транспорт — 11,0 %, оптова торгівля — 10,3 %.